# イン・ロンドン (B.B.キングのアルバム)
『イン・ロンドン』（In London）は、アメリカ合衆国のブルース・ミュージシャン、B.B.キングが1971年に録音・発表したスタジオ・アルバム。ロンドンのスタジオで、多数のゲスト・ミュージシャンを招いて行われたセッションが収録されている。

## レコーディング
ゲイリー・ライトが多数の曲で鍵盤楽器を弾いたのに加えて、自作曲「ウェット・ヘイシャーク」も提供した。「アレクシス・ブギー」にはアレクシス・コーナー及びハンブル・パイのメンバー3人が参加しており、B.B.キングが公式レコーディングとしては初めてアコースティック・ギターを弾いた。
元ビートルズのリンゴ・スターが3曲でドラムスを担当し、うち2曲はジム・ゴードンとのツイン・ドラムで、「パート・タイム・ラヴ」のみ単独で叩いている。なお、ジョン・レノンも本作のセッションに誘われたが、当時レノンはイギリスを離れてニューヨークにいたため不参加となった。
コマンド・スタジオにおけるセッションでは、BBCによるドキュメンタリー番組（放映は1972年）の撮影も行われた。

## 反響
アメリカのBillboard 200では57位、『ビルボード』のR&Bアルバム・チャートでは15位を記録。本作からの第1弾シングル「ゲットー・ウーマン」はBillboard Hot 100で68位、R&Bシングル・チャートで25位に達し、続く「エイント・ノーバディ・ホーム」はHot 100で46位、R&Bチャートで28位に達した。

## 収録曲
3. 6.はインストゥルメンタル。10.は1993年以降の再発CDに追加収録されたボーナス・トラック。
1. キャルドニア - Caldonia (Fleecie Moore) – 4:01
2. ブルー・シャドウズ - Blue Shadows (Lloyd Glenn) – 5:11
3. アレクシス・ブギー - Alexis Boogie (Alexis Korner) – 3:30
4. ウィ・キャント・アグリー - We Can't Agree (Louis Jordan, Wilhelmina Gray) – 4:48
5. ゲットー・ウーマン - Ghetto Woman (Dave Clark, B.B. King) – 5:15
6. ウェット・ヘイシャーク - Wet Hayshark (Gary Wright) – 2:29
7. パート・タイム・ラヴ - Part-Time Love (Clay Hammond) – 3:17
8. パワー・オブ・ザ・ブルース - The Power of the Blues (Pete Wingfield) – 2:23
9. エイント・ノーバディ・ホーム - Ain't Nobody Home (Jerry Ragovoy) – 3:09
10. メイ・アイ・ハヴ・ア・トーク・ウィズ・ユー - May I Have a Talk with You (Chester Burnett) – 3:52

## 参加ミュージシャン
- B.B.キング - ボーカル、エレクトリック・ギター、アコースティック・ギター
- ピーター・グリーン - エレクトリック・ギター(#1)
- ジョン・ウライブ - エレクトリック・ギター(#2, #4, #9)
- アレクシス・コーナー - アコースティック・ギター(#3)
- マック・レベナック - エレクトリック・ギター(#5)
- ポール・バトラー - エレクトリック・ギター(#8)
- デヴィッド・スピノザ - エレクトリック・ギター(#9)
- ゲイリー・ライト - ハモンドオルガン(#1, #7, #9)、エレクトリックピアノ(#2, #4)、ピアノ(#5, #6)
- リック・ライト - エレクトリックピアノ(#1)
- ザ・ミステリー・シャドウ - ハモンドオルガン(#2, #4)
- ピート・ウィングフィールド - ピアノ(#8)
- ジェリー・ラゴヴォイ - ピアノ(#9)
- クラウス・フォアマン - ベース(#1, #2, #4, #5, #6, #7, #9)
- グレッグ・リドリー - ベース(#3)
- ジョン・ベスト - ベース(#9)
- ジム・ゴードン - ドラムス(#1, #5, #6)
- ジム・ケルトナー - ドラムス(#2, #4, #9)
- ジェリー・シャーリー - ドラムス(#3)
- リンゴ・スター - ドラムス(#5, #6, #7)
- バリー・フォード - ドラムス(#8)
- ダスター・ベネット - ハーモニカ(#1)
- スティーヴ・マリオット - ハーモニカ(#3)
- ジム・プライス - トランペット(#1, #6, #7, #9)、エレクトリックピアノ(#5)、トロンボーン(#9)、ホーン・アレンジ(#9)
- オリー・ミッチェル - トランペット(#1)
- チャック・フィンドレー - トロンボーン(#1)
- ボビー・キーズ - サクソフォーン(#1, #6, #7, #9)
- ビル・パーキンス - バリトン・サクソフォーン、クラリネット(#1)
- ジョシー・アームステッド - バッキング・ボーカル(#9)
- タシャ・トーマス - バッキング・ボーカル(#9)
- カール・ホール - バッキング・ボーカル(#9)
- ジミー・ハスケル - ストリングス・アレンジ、指揮(#5)